# Minimalismus

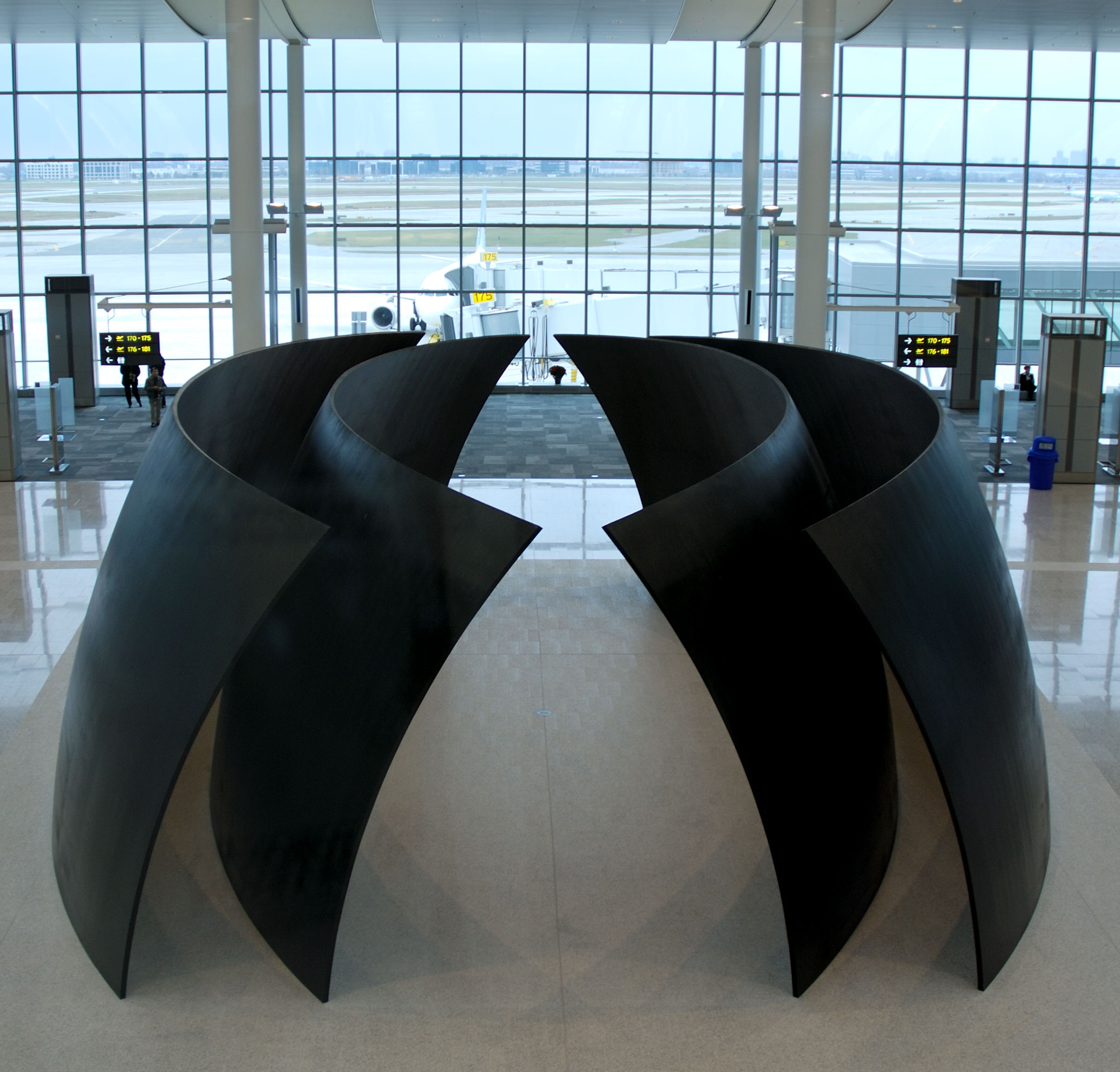
Instalace Richarda Serra, Toronto

Minimalismus je umělecký směr, který se v 50. letech 20. století objevil v sochařství a malířství a postupně se rozšířil i do dalších oblastí, především hudby ale i architektury, designu, filmu, literatury či filosofie. Vznik tohoto směru bývá vysvětlován jako reakce na subjektivní pojetí abstraktního expresionismu. Minimalistická díla bývají vytvořena z elementárních atributů, používají většinou jednoduchou geometrickou formu a bývají prezentována jakoby nezúčastněně. Použití jednoduchých prostředků slouží pro dosažení maximálního účinku. Odstranění všeho nepodstatného umožňuje divákovi, posluchači nebo čtenáři intenzivně vnímat základní a důležité složky díla.

## Historie
Minimalismus se jako umělecký směr objevil v USA v 50. letech 20. století, jeho popularita stoupala během 60. a 70. let. Minimalistické prvky se však dají nalézt i v dílech starších.

## Sochařství

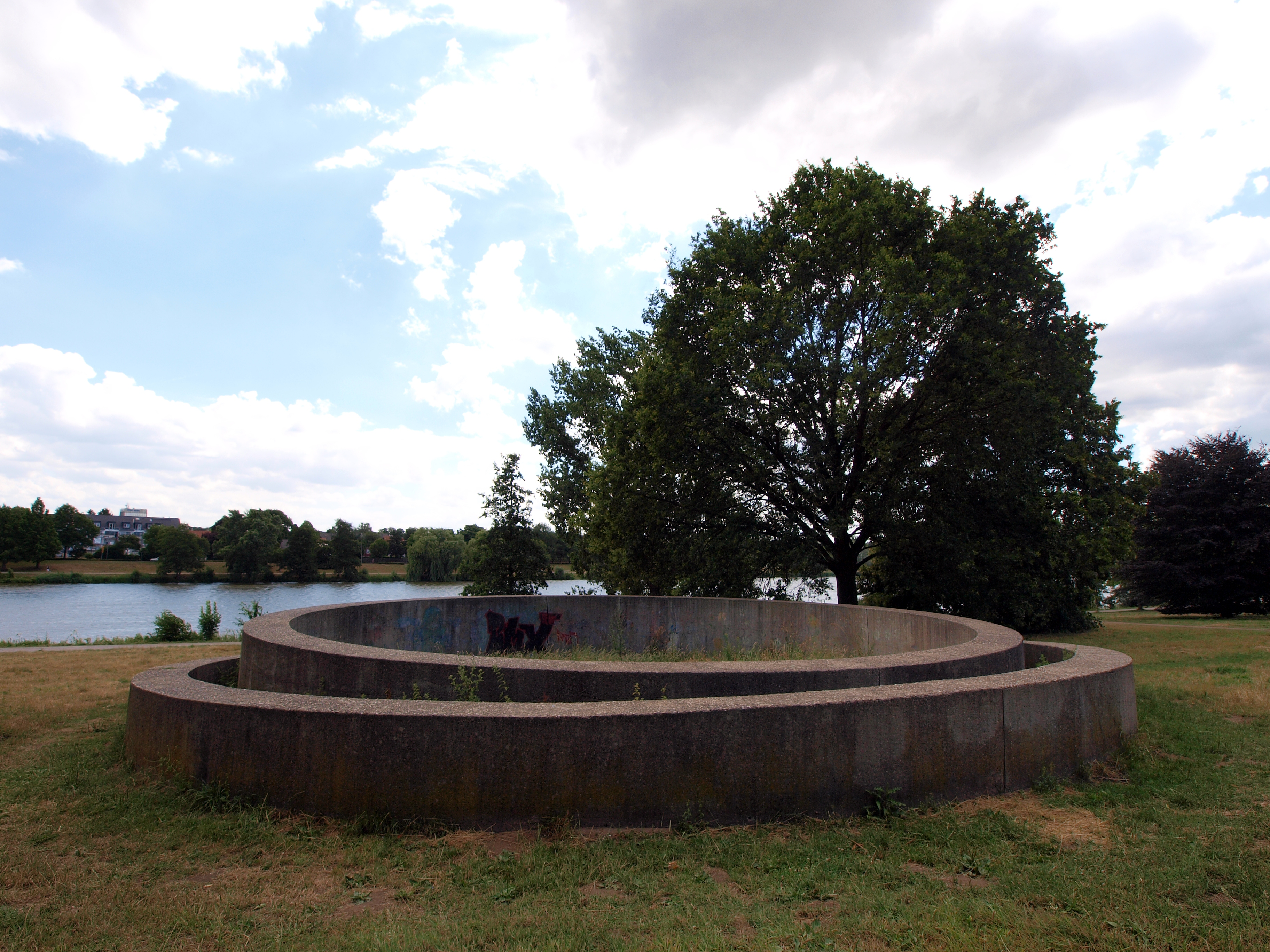
Socha Donalda Judda v Münsteru, Německo

Američtí výtvarní umělci jako např. Dan Flavin, Donald Judd získali uznání na poli výtvarného umění 2. poloviny 20. století svými tvarově oprostěnými instalacemi. Spíše než klasická malba je přitahovala nekonečná volnost prostorové kompozice, a tak vytvářeli instalace vytvořené z převážně jednoduchých kubických forem. Nelze takováto díla přiřadit ani k malířství, ani sochařství, proto je obtížné zařadit i samotné autory.

## Malířství
V malbě se minimalisté snaží snížit na minimum počet barev, hodnot, tvarů linek nebo textur. Nemají za cíl symbolizovat nebo zobrazovat cokoli reálného, žádný jiný objekt nebo zkušenost.
Minimal art se vyvinul spolu s pop art jako reakce na abstraktní expresionismus. Richard Sera, Carl Andre, nebo Sol Lewitt se vrací k základním výtvarným atributům, hlavní roli hraje geometrie a barva.
Někdy je minimalismus zván také jako ABC art, minimal art, reduktivismus nebo rejective art.

### Malíři a sochaři
- Carl Andre
- Donald Judd
- Robert Morris
- Sol LeWitt
- Dan Flavin
- Richard Serra
- Frank Stella
- Patricia Johanson
- Robert Smithson
- Tony Smith
- Markus Zürcher
- John McCracken
- Fred Sandback
- Kurt Fleckenstein

## Design
Minimalismus se po malířství, hudbě a architektuře dostává i do užitého umění, dokonce i do módy. Designéři nábytku,domácích spotřebičů i přístrojů razí cestu ve slovech zjednodušit, usnadnit, zminimalizovat. Konkrétně estetika nábytku je přímo odvozena od výtvarných prostorových kompozic amerických minimalistů. Použití dřeva a skla, tvarové oproštění a jednoduchost forem je pro minimalistický design přímo příznačné.

### Designéři
- Jasper Morrison
- Colin Chapman
- Jean-Marie Massaud
- Ronan & Erwan Bouroullec
- Shiro Kuramata
- Dieter Rams

## Architektura

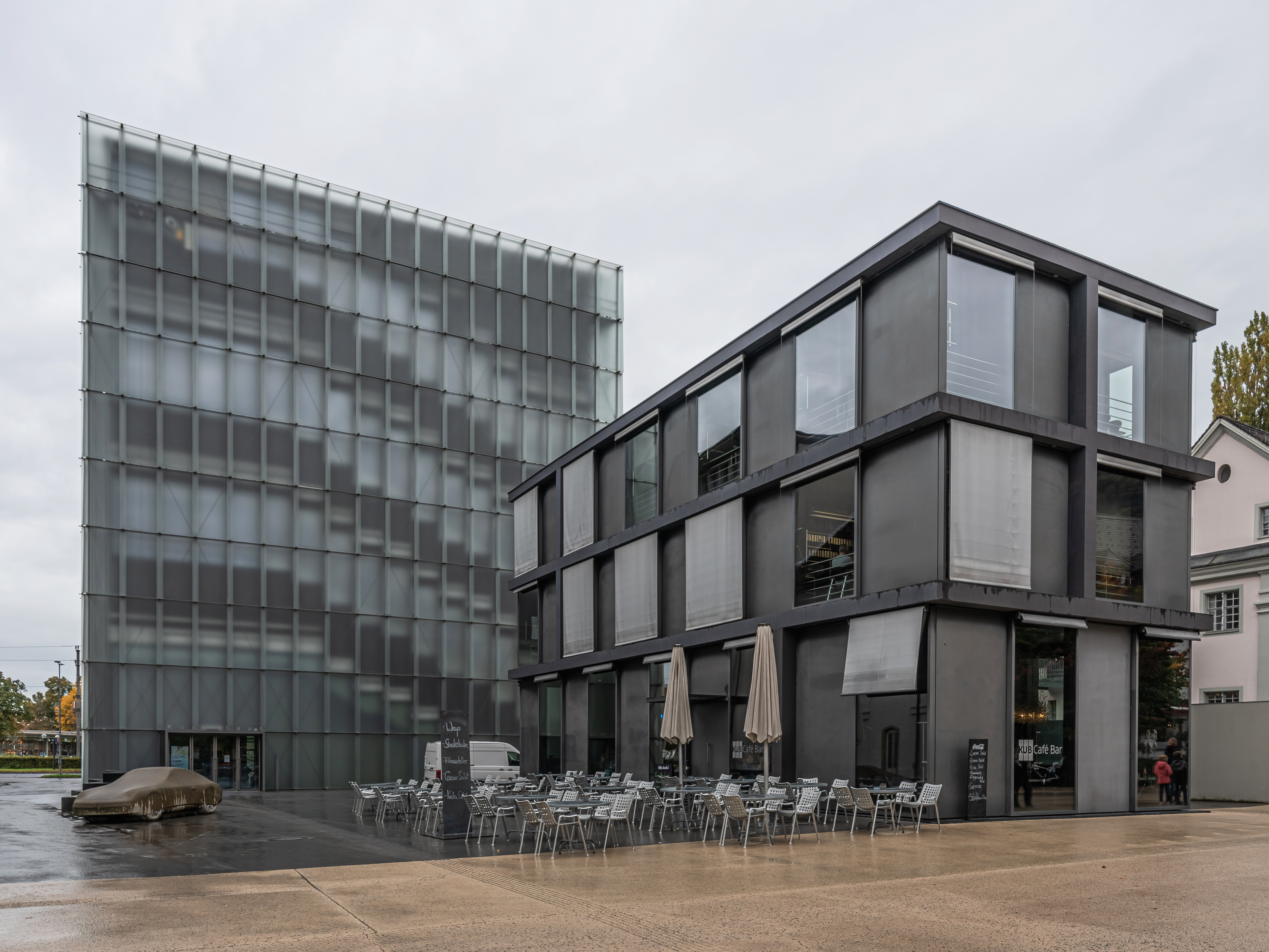
Museo de Arte de Bregenz

Minimalistickou architekturou je označována tvorba oproštěná od formálních projevů, nekomplikovaná a celkově věcná. Všeho je pokud možno co nejméně - materiálů, detailů, forem… Minimalisté si libují v kubických tvarech, čistých a přesně vedených linkách a snaží se stavební prvky zjednodušit na funkční minimum, aby celá stavba působila vyváženým a klidným dojmem.
Minimalismus se v mnoha podobách objevuje především v interiéru, kde se vyznačuje střídmostí, redukcí forem i materiálů. Minimalistické stavby jsou především ze skla, dřeva, kovu a běžných stavebních materiálů.
Alexandr Skalický kdysi napsal, že minimalismus v architektuře již není to, co býval, a že dochází k jeho proměnám, které ukazoval na příkladě Tate Gallery v Londýně od švýcarské dvojice Herzog & de Meuron. Posun v minimalismu způsobují tendence mířící na konceptuální složku architektury.

### Architekti
- John Pawson
- Eduardo Souto de Moura
- Alvaro Siza
- Tadao Ando
- Alberto Campo Baeza
- Yoshio Taniguchi
- Peter Zumthor
- Vincent Van Duysen
- Claudio Silvestrin
- Michael Gabellini
- Richard Gluckman

## Hudba
Minimalismus v hudbě má s minimalismem v ostatních druzích umění především formální příbuznost. Termín minimalistická hudba použil poprvé Michael Nyman v roce 1968. Mnozí jeho skladatelé používají raději označení repetitivní, strukturální, modulární nebo periodická hudba.
Mezi přední představitele minimalismu patří tzv. americká minimalistická škola (Steve Reich, Philip Glass, Terry Riley a La Monte Young, který je považován za zakladatele), dále pak John Adams a někteří evropští skladatelé (Arvo Pärt nebo Henryk Górecki, kteří prosluli slovansky meditativní a emotivní hudbou mající ale již jen formální příbuznost s klasickým minimalismem).
V minimalistických skladbách hraje ústřední roli rytmus, opakování a tektonická statičnost. Skladba je utkaná z jednoduchých elementů, krátkých a často opakovaných frází, motivů a patternů, které hrány dohromady působí na posluchače neměnným monotónním dojmem. Skladby musí mít podle Adamse statický pravidelný rytmus, tonální harmonii ukotvenou v tradičním dur-mollovém systému, a stavbu rozsáhlých struktur z malých buněk.

### Skladatelé
- Steve Reich
- John Adams
- Philip Glass
- Terry Riley
- Arvo Pärt
- Henryk Górecki
- Michael Nyman
- John Tavener
- Olafur Arnalds
- Ludovico Einaudi

### Čeští skladatelé
- Martin Smolka
- Milan Guštar

## Film

### Filmaři
- Robert Bresson

## Divadlo
V českém prostředí vychází z minimalismu například Divadlo Kámen a jeho hlavní autor a režisér Petr Odo Macháček.

### Spisovatelé
- Samuel Beckett
- Raymond Carver
- Chuck Palahniuk
- Bret Easton Ellis
- Amy Hempel
- Bobbie Ann Mason
- Tobias Wolff
- Grace Paley
- Mary Robison
- Frederick Barthelme
- Richard Ford
- William Carlos Williams
- Ezra Pound
- Robert Creeley
- Robert Grenier
- Aram Saroyan

## Filosofie
Minimalismus je reakcí na konzumní společnost, zahrnuje pečlivé zvažování při nákupu věcí, upřednostňuje kvalitu před kvantitou, takže souvisí i s konceptem udržitelnosti. Velkou propagátorkou minimalismu je japonská autorka Marie Kondo, která ve své knize Zázračný úklid – Pořádek jednou provždy radí, proč a jak se zbavit nepotřebných věcí.
Podobné otázky, avšak dovedené do krajnosti, řeší kniha Ericha Fromma Mít, nebo být? nebo postmaterialismus.